# Liste der litauischen Abgeordneten zum EU-Parlament (2024–2029)
Die Liste der litauischen Abgeordneten zum EU-Parlament (2024–2029) listet alle litauischen Mitglieder des 10. Europäischen Parlaments nach der Europawahl in Litauen 2024 auf.

## Aktuelle Mandatsstärke der Parteien
- S&D: 2
- G/EFA: 1
- RE: 2
- EVP: 3
- EKR: 2
- ESN: 1

| Nationale Partei                                           | Mandate | Fraktion                                                                               |
| ---------------------------------------------------------- | ------- | -------------------------------------------------------------------------------------- |
| Tėvynės sąjunga – Lietuvos krikščionys demokratai (TS-LKD) | 03      | Fraktion der Europäischen Volkspartei (EVP)                                            |
| Lietuvos valstiečių ir žaliųjų sąjunga (LVŽS)              | 01      | Europäische Konservative und Reformer (EKR)                                            |
| Lietuvos lenkų rinkimų akcija (LLRA)                       | 01      | Europäische Konservative und Reformer (EKR)                                            |
| Lietuvos socialdemokratų partija (LSDP)                    | 02      | Fraktion der Progressiven Allianz der Sozialdemokraten im Europäischen Parlament (S&D) |
| Laisvės partija (Laisvė)                                   | 01      | Renew Europe (RE)                                                                      |
| Lietuvos Respublikos liberalų sąjūdis (LRLS)               | 01      | Renew Europe (RE)                                                                      |
| Demokratų sąjunga Vardan Lietuvos (DSVL)                   | 01      | Die Grünen/Europäische Freie Allianz (G/EFA)                                           |
| Tautos ir teisingumo sąjunga (TTS)                         | 01      | Europa der Souveränen Nationen (ESN)                                                   |
| SUMME                                                      | 11      |                                                                                        |

## Abgeordnete
| Bild | Name                   | geb. | MEP seit      | Partei   | Fraktion | Kommentar                          |
| ---- | ---------------------- | ---- | ------------- | -------- | -------- | ---------------------------------- |
|      | Vytenis Andriukaitis   | 1951 | 16. Juli 2024 | LSDP     | S&D      |                                    |
|      | Petras Auštrevičius    | 1963 | 1. Juli 2014  | LRLS     | RE       |                                    |
|      | Vilija Blinkevičiūtė   | 1960 | 14. Juli 2009 | LSDP     | S&D      |                                    |
|      | Petras Gražulis        | 1958 | 16. Juli 2024 | TTS      | ESN      |                                    |
|      | Rasa Juknevičienė      | 1958 | 2. Juli 2019  | TS-LKD   | EVP      |                                    |
|      | Liudas Mažylis         | 1956 | 5. Dez. 2024  | TS-LKD   | EVP      | Nachgerückt für Andrius Kubilius   |
|      | Andrius Kubilius       | 1956 | 2. Juli 2019  | TS-LKD   | EVP      | Ausgeschieden am 30. November 2024 |
|      | Paulius Saudargas      | 1978 | 16. Juli 2024 | TS-LKD   | EVP      |                                    |
|      | Virginijus Sinkevičius | 1990 | 16. Juli 2024 | DSVL     | G/EFA    |                                    |
|      | Waldemar Tomaszewski   | 1965 | 14. Juli 2009 | LLRA–KŠS | EKR      |                                    |
|      | Aurelijus Veryga       | 1976 | 16. Juli 2024 | LVŽS     | EKR      |                                    |
|      | Dainius Žalimas        | 1973 | 16. Juli 2024 | Laisvės  | RE       |                                    |